# SoftAP
SoftAP (acrònim de software enabled access point) és una funcionalitat implementada mitjançant un programari que permet a un ordinador esdevenir un punt d'accés sense fil. També es pot emprar el terme router virtualVirtualització. Molts cops, quan s'utilitza per a compartir l'accés a internet s'anomena tethering o ancoratge a xarxa.

## Plataformes
Alguns sistemes operatius que ho soporten :
- Linux
- Windows 7
- Windows 8
- Windows 10
- Android
- Sistemes embedded o incrustats, per exemple : ESP8266, ESP32, Beagleboard, Beaglebone…